# OLE DB
OLE DB (algunas veces escrito como OLEDB u OLE-DB) es la sigla de Object Linking and Embedding for Databases  es una tecnología desarrollada por Microsoft usada para tener acceso a diferentes fuentes de información, o bases de datos, de manera uniforme. 

## Estructura
Acceso a diferentes tipos y almacenes de datos, y no necesariamente desean conocer cómo tener acceso a cierta funcionalidad con métodos de tecnologías específicas. OLE DB está conceptualmente dividido en consumidores y proveedores; el consumidor es la aplicación que requiere acceso a los datos y el proveedor es el componente de software que expone una interfaz OLE DB a través del uso del Component Object Model (COM)

## Familia tecnológica
OLE DB es parte de los "Componentes de Microsoft para Acceso a Datos" o Microsoft Data Access Components (MDAC); MDAC es un grupo de tecnologías de Microsoft que interactúan en conjunto como una infraestructura que brinda a los programadores de la nueva era una forma para desarrollar aplicaciones con acceso a casi cualquier almacén de datos. Los proveedores OLE DB pueden ser creados para tener acceso a almacenes de datos que van desde simples archivos de texto y hojas de cálculo, hasta bases de datos complejas como Oracle, Microsoft SQL Server o Sybase ASE. 

Microsoft califica la disponibilidad de una interfaz como "específica del proveedor", ya que puede no ser aplicable dependiendo de la tecnología de base de datos involucrada. Adicionalmente, los proveedores pueden aumentar las capacidades de una fuente de datos - capacidades conocidas como servicios, usando la jerga de Microsoft.